# Joan Alfons Gil Albors
Joan Alfons Gil Albors (Alcoi, 1927 - València, 14 de febrer de 2020) fou un dramaturg i periodista valencià. De jove va jugar a futbol al Club Esportiu Alcoià, i va treballar com a locutor de ràdio a La Voz de Levante. Va ser professor de l'Institut Dramàtic de València. També va presidir la Societat de Teatre de Cambra de València. De 1996 a desembre de 1999 fou director del Teatre de la Princesa i director artístic dels Teatres de la Generalitat Valenciana.
Va escriure nombroses obres de teatre tant en castellà com en català (en l'obra completa 28 obres en castellà i 17 en valencià). Del 2001 al 2015 va ser membre de l'Acadèmia Valenciana de la Llengua. Va deixar el càrrec a l'Acadèmia per raons d'edat.
Va morir el 14 de febrer de 2020.

## Obres
- Íñigo Yáñez (1957)
- Jerusalén año 31 (1958)
- Oseas (1962)
- Autopsia a cinco procesados (1963)
- La barca de Caronte, (1964, Premi València de teatre).[7]
- Un cerebro con tic-tac (1966, Premi Gonzalo Cantó)
- Barracón 62 (1967, Premi Juan Senent)
- El totem en la arena (1967)
- El cubil (1968, Premi València de teatre)
- Pilato (1969)
- Luz verde al amor (1969)
- La Fornarina (1972)
- L'Erotíssima donya Inés (La quinta de don Joan) (1976)
- Borja, duque de Gandía (1972),
- El petroleo (1976 Premi Centenari Sant Jordi d'Alcoi)
- Obra teatral (1984).
- Tres comèdies curtes (amb La Plaça de Cánovas, 1986)
- No mateu a l'innocent (1993, Premi Ciutat de València).
- Les sabudes (versió de "Les femmes savants" de Molière, 1993).
- Parece que fue ayer: estampas de Valencia, 1937-1950.